# Kreuzleitwerk

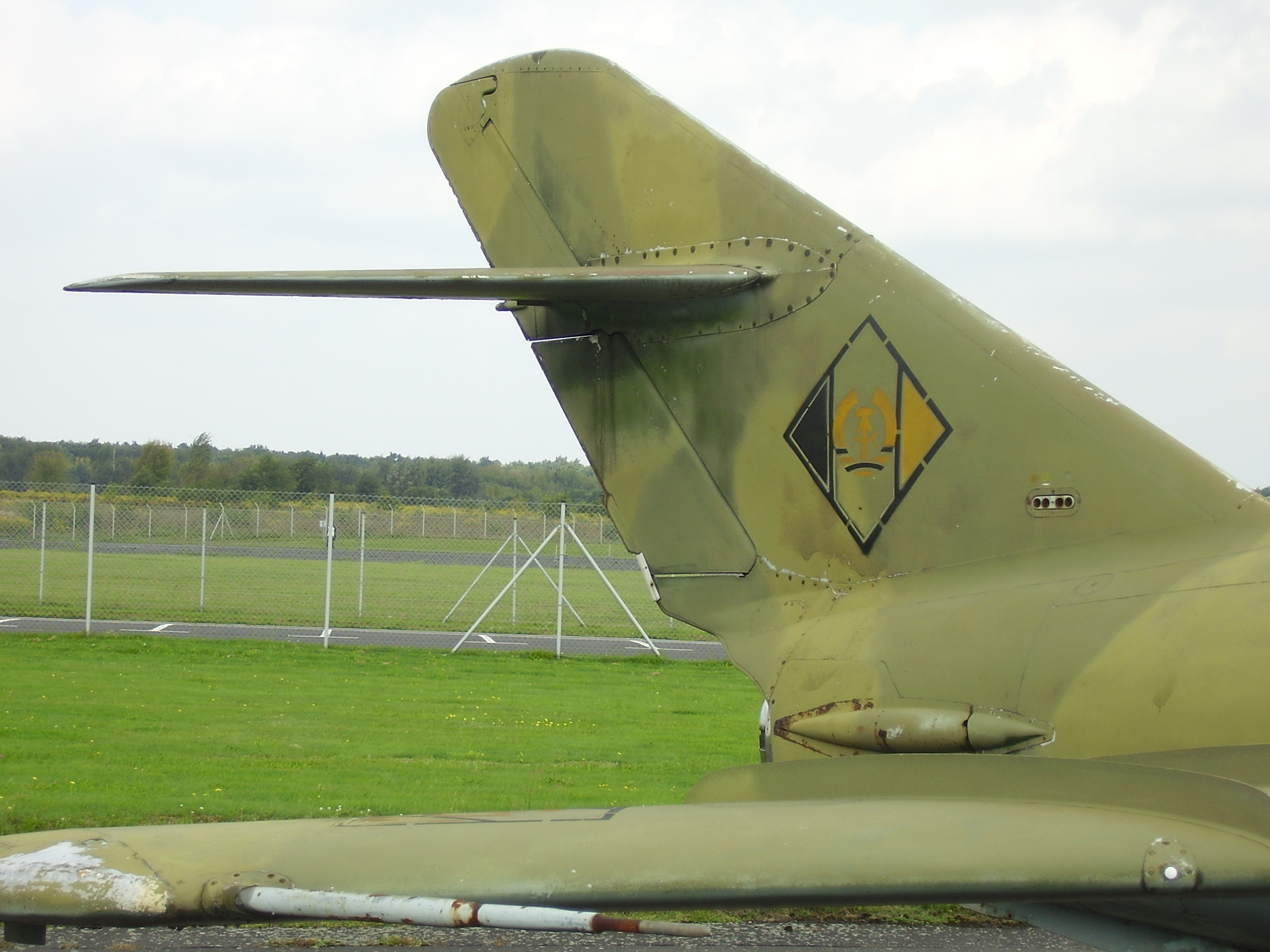
Kreuzleitwerk einer MiG-17

Als ein Kreuzleitwerk wird im Flugzeugbau die Leitwerkskonstruktion bezeichnet, bei der das Höhenleitwerk etwa auf mittiger Höhe des Seitenleitwerks angebracht ist und damit die Form eines Kreuzes darstellt.
Es ist ein Kompromiss zwischen einem konventionellen Leitwerk, bei dem das Höhenleitwerk am Rumpf angebracht ist, und einem T-Leitwerk, bei dem sich das Höhenleitwerk am oberen Ende des Seitenleitwerks befindet. Durch die höhere Anbringung des Leitwerks kann die Entfernung zu den Abgasstrahlen der Triebwerke vergrößert werden. Außerdem ist gegenüber einem konventionellen Leitwerk die Wirksamkeit des Seitenruders bei hohen Anstellwinkeln verbessert, da der untere Teil des Ruders nicht durch das Höhenleitwerk abgeschattet wird.
Weitere Leitwerkstypen sind: 
- T-Leitwerk
- V-Leitwerk